# Радмила Тричковић
Радмила Тричковић (Трњана, 29. март 1939 - 2011) је била српска и југословенска научница, која се као историчарка и филолошкиња бавила проучавањем политичке, друштвене, културне и црквене прошлости српског народа и српских земаља током раздобља османске власти, са тежиштем на раном нововековном периоду од 16. до 18. века. Као докторка историјских наука, радила је у Историјском институту у Београду.

## Биографија
Рођена је 29. марта 1939. године у селу Трњана код Пирота у тадашњој Краљевини Југославији. Гимназију је завршила у Пироту (1957), а потом је на Филолошком факултету у Београду студирала оријенталну филологију. Дипломирала је 1961. године, а затим је усавршавање у области оријенталистчких студија наставила у Каиру (1962-1964). Почевши од 1966. године радила је у Историјском институту у Београду. Магистрирала ја 1969. године на Одељењу за историју Филозофског факултата у Београду, са темом Организација управе у Београдском пашалуку после Београдског мира 1739. године. Потом је 1978. године докторирала, са темом Београдски пашалук 1687-1739. године. У београдском Историјском институту радила је све до одласка у пензију 2002. године. Преминула је у мају 2011. године.
Бавила се проучавањем изворне османске грађе за историју српског народа у периоду од 16. до 18. века, остваривши значајан допринос у области проучавања османске управе и друштвених односа у српским земљама током раног нововековног периода. Посебан допринос остварила је у области проучавања историје Српске православне цркве под османском влашћу. Захваљујући добром познавању османског турског језика и изворне грађе османског порекла, значајно је допринела расветљавању многих историјских питања и отклањању разних заблуда, а првенствено оних које су у својим радовима заступали поједини истакнути стручњаци који нису познавали језик примарних извора (Радован Самарџић и други). Због тога се суочавала и са отпорима, услед чега је њена капитална докторска дисертација објављена тек након њене смрти. Иако је значај њених истраживања био добро познат у стручним круговима, Радмилу Тричковић су "славна имена историографије неретко пропуштала да цитирају служећи се њеним знањима", а размере те немиле појаве постале су очигледне тек након објављивања њене дисертације (2013).
Библиографија научних радова Радмиле Тричковић објављена је 2013. године.

## Важнији радови
- Тричковић, Радмила (1970). „О постанку и пореклу имена Карановац”. Историјски часопис. 16-17 (1966-1967): 255—260.
- Тричковић, Радмила (1970). „Читлучење у Београдском пашалуку у XVIII веку”. Зборник Филозофског факултета у Београду. 11 (1): 525—549.
- Тричковић, Радмила (1970). „Положај Београда у војно-управном систему Смедеревског санџака после Београдског мира 1739. године”. Ослобођење градова у Србији од Турака 1862-1867. год. Београд: САНУ. стр. 183—192.
- Тричковић, Радмила (1970). „Шабац и његова нахија од 1600. до 1683. године”. Шабац у прошлости. 1. Шабац: Историјски архив. стр. 255—282.
- Тричковић, Радмила (1971). „Списак мухафиза Београда од 1690. до 1789. године”. Историјски часопис. 18: 297—328.
- Тричковић, Радмила (1972). „Крушевачки санџакбегови у XVIII веку”. Крушевац кроз векове. Крушевац: Народни музеј. стр. 81—91.
- Тричковић, Радмила (1973). „Попис харача Крајине и Кључа за 1153. годину по Хиџри”. Мешовита грађа (Miscellanea). 2: 192—242.
- Тричковић, Радмила (1973). „Катастарски попис Крајине и Кључа из 1741. године”. Мешовита грађа (Miscellanea). 2: 242—338.
- Тричковић, Радмила (1974). „О једном спаљивању икона у Темишвару 1708. године” (PDF). Зборник за ликовне уметности. 10: 359—362. Архивирано из оригинала 01. 06. 2024. г. Приступљено 23. 04. 2025.
- Тричковић, Радмила (1976). „Буна ужичког шејха Мехмеда 1747-1750. године”. Ослободилачки покрети југословенских народа од XVI века до почетка Првог светског рата. Београд: Историјски институт. стр. 101—114.
- Тричковић, Радмила (1979). „Ћуприја и средње Поморавље до Првог српског устанка”. Бој на Иванковцу 1805. године. Београд-Ћуприја: САНУ; Самоуправна интересна заједница културе. стр. 85—169.
- Тричковић, Радмила (1980). „Српска црква средином XVII века”. Глас САНУ. 320 (2): 61—164.
- Тричковић, Радмила (1983). „Галипољски Срби и Јагодина”. Историјски часопис. 29-30 (1982-1983): 27—37.
- Тричковић, Радмила (1985). „Порекло Ненадовића”. Прота Матија Ненадовић и његово доба. Београд: САНУ. стр. 177—192.
- Тричковић, Радмила (1988). „Митрополит Лонгин Бранковић: Прича Ђорђа Бранковића”. Историјски часопис. 34 (1987): 139—166.
- Тричковић, Радмила (1988). „Поклон”. Историјски часопис. 35: 55—87.
- Тричковић, Радмила (1988). „Јунаци дугог рата”. Старина Новак и његово доба. Београд: САНУ. стр. 41—64.
- Тричковић, Радмила (1989). „Устанци, сеобе и страдања у XVIII веку”. Косово и Метохија у српској историји. Београд: Српска књижевна задруга. стр. 143—169.
- Тричковић, Радмила (1989). „Ужице у XVIII веку”. Историја Титовог Ужица. 1. Београд-Титово Ужице: Историјски институт; Народни музеј. стр. 255—288.
- Тричковић, Радмила (1994). „Српски патријарх Калиник I: Друга обнова Пећке патријаршије”. Историјски часопис. 39 (1992): 87—118.
- Тричковић, Радмила (1995). „Београд под турском влашћу 1521-1804. године”. Историја Београда. Београд: Балканолошки институт. стр. 91—141.
- Тричковић, Радмила (2000). „Патријарх Арсеније III Црнојевић: Прва искушења (1675)”. Историјски часопис. 45-46 (1998-1999): 49—70.
- Тричковић, Радмила (2000). „Османска прича о одмазди у Нишу 1690. године”. Историјски часопис. 45-46 (1998-1999): 307—326.
- Тричковић, Радмила (2002). „Случај железног рудника у Власини”. Историјски часопис. 47 (2000): 89—102.
- Тричковић, Радмила (2013). Београдски пашалук 1687-1739. Београд: Службени гласник.